# Малая Шугорь
Малая Шугорь — село Ростовского района Ярославской области, входит в состав сельского поселения Ишня. 

## География
Расположено на берегу речки Шугорка (приток Ишни) в 5 км на запад от посёлка Ишня и в 9 км на запад от Ростова. 

## История
Каменная пятиглавая Георгиевская церковь с колокольнею построена на средства прихожан в 1831 году с четырьмя престолами: св. вмч. Георгия, св. Николая, преп. Сергия и Казанской Пресвятой Богородицы. Ранее в селе была деревянная церковь, неизвестно когда построенная.
В конце XIX — начале XX село входило в состав Шулецкой волости Ростовского уезда Ярославской губернии. 
С 1929 года село входило в состав Шугорского сельсовета Ростовского района, с 2005 года — в составе сельского поселения Ишня.

## Население
| 1859 | 1914 | 2007 | 2010 |
| ---- | ---- | ---- | ---- |
| 141  | ↗145 | ↘26  | ↗31  |

## Достопримечательности
В селе расположена действующая Церковь Георгия Победоносца (1831).